# Mulher Rendeira

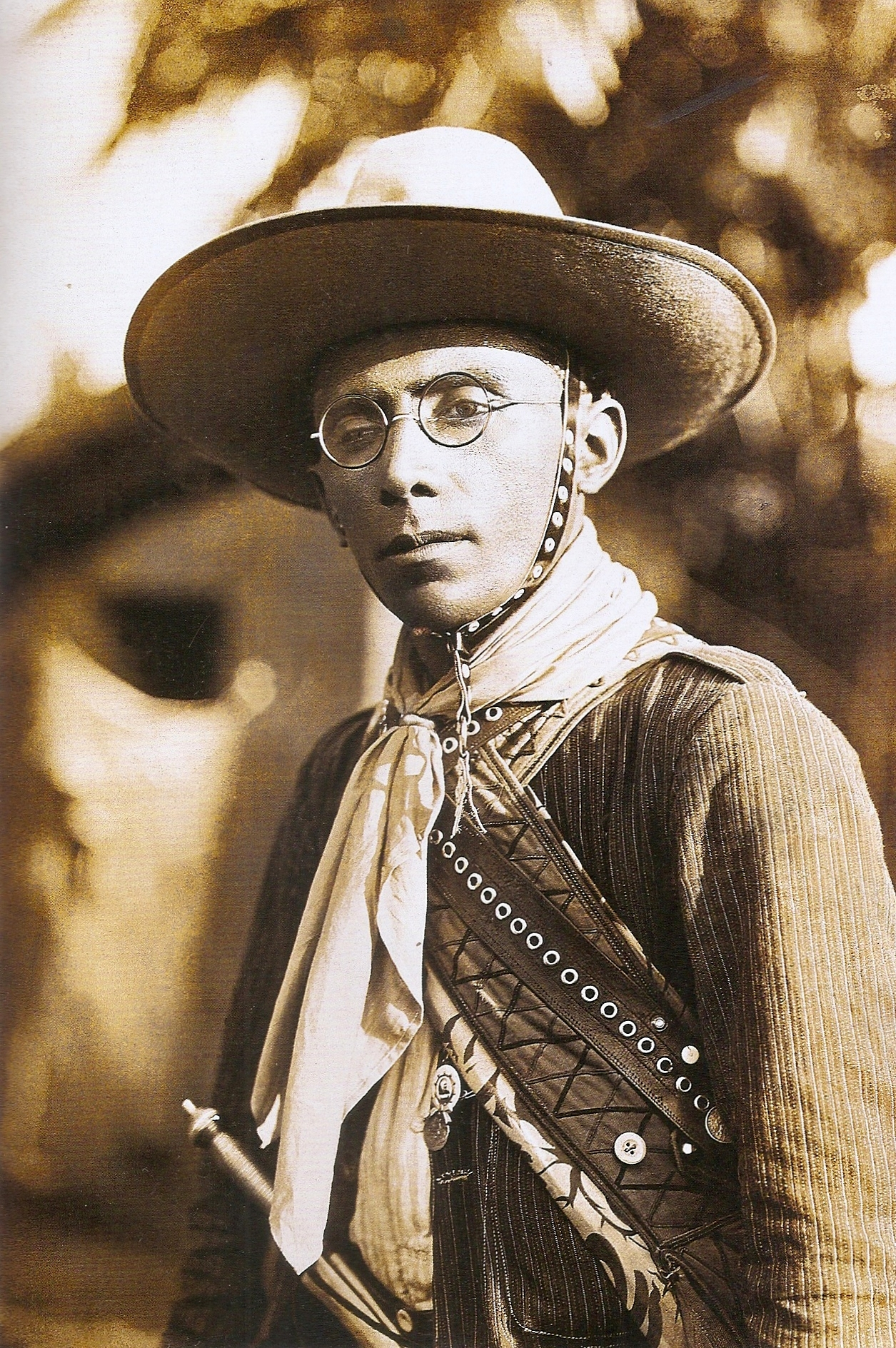
"Lampião", compositor da canção

Mulher Rendeira, também conhecida como Mulé Rendeira ou Muié Rendeira (regionalismo), é uma canção brasileira de xaxado.

## Composição
Segundo a versão mais conhecida, do Padre Frederico Bezerra Maciel, regionalista pernambucano e biógrafo de Virgulino Ferreira da Silva, o Lampião, o afamado cangaceiro teria escrito os versos da versão original da canção. A ele se acrescenta Câmara Cascudo, segundo o qual Lampião teria escrito a letra em homenagem ao aniversário de sua avó Dona Maria Jocosa Vieria Lopes ("Tia Jacosa") em 15 de setembro, que era uma rendeira. Compôs a canção entre setembro de 1921 e fevereiro de 1922, quando a apresentou em Floresta (Pernambuco). A canção tornou-se praticamente um hino de guerra dos cangaceiros do bando de Lampião, tendo inclusive relatos de que o seu ataque a Mossoró em 1927 teria sido feito com mais de 50 cangaceiros cantando "Mulher Rendeira".
Está registrada no ECAD como de autoria de Alfredo Ricardo do Nascimento (Zé do Norte).

## Usos na cultura popular
A canção se tornou internacionalmente famosa após a versão adaptada por Zé do Norte e cantada por Vanja Orico para o filme O Cangaceiro (1953), que além de ganhar o prêmio de "Melhor Filme de Aventura" no Festival de Cannes, também recebeu menção especial do júri pela trilha sonora.
Foi gravada em 1957 por Volta Seca, um ex-membro do bando de Lampião, no álbum Cantigas de Lampião pela Todamerica. Além destes, foi interpretada por vários cantores brasileiros, como Luiz Gonzaga, Elba Ramalho, Chico César, Demônios da Garoa, e outros.
Foi traduzida para o inglês, a versão mais famosa é de 1962 por The Shadows no álbum "Out of the Shadows", com o nome "Bandit" e escrita por Michael Carr, Milton Nascimento e Zeb Turner. Há também versões de Tex Ritter, Frank Weir, Chaquito and the Quedo Brass, a cantora folk Joan Baez, a banda psicodélica "The Eight Day". Há também uma versão peruana "Mujer Hilandera" de Juaneco y su Combo. No total, são mais de 120 versões da canção em 7 línguas, e 14 países. Muitas não são traduções exatas mas mudam a letra mantendo a sonoridade.